# Calyptoliva
Calyptoliva is een geslacht van weekdieren uit de klasse van de Gastropoda (slakken).

## Soorten
- Calyptoliva amblys Kantor & Bouchet, 2007
- Calyptoliva bbugeae Kantor, Fedosov, Puillandre & Bouchet, 2016
- Calyptoliva bolis Kantor & Bouchet, 2007
- Calyptoliva tatyanae Kantor & Bouchet, 2007